# Freddie Langeler

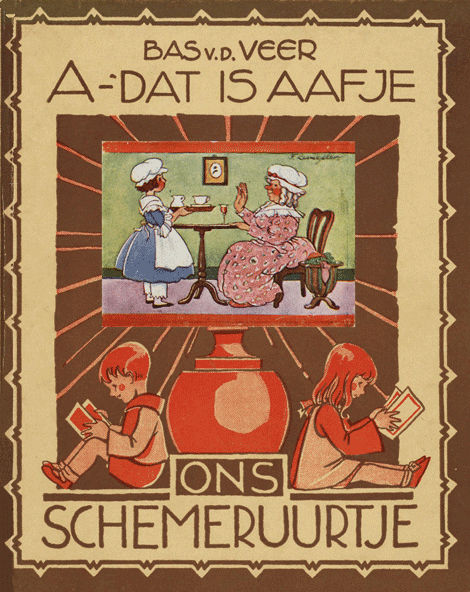
Langeler illustreerde de kaft van A dat is Aafje (1918) van Bas van der Veer.

Johanna Frederika Langeler (Amsterdam, 4 april 1899 - Laren, 19 februari 1948), bekend als Freddie Langeler, was een Nederlandse tekenares, illustratrice, boekbandontwerpster en tekstschrijfster.

## Biografie

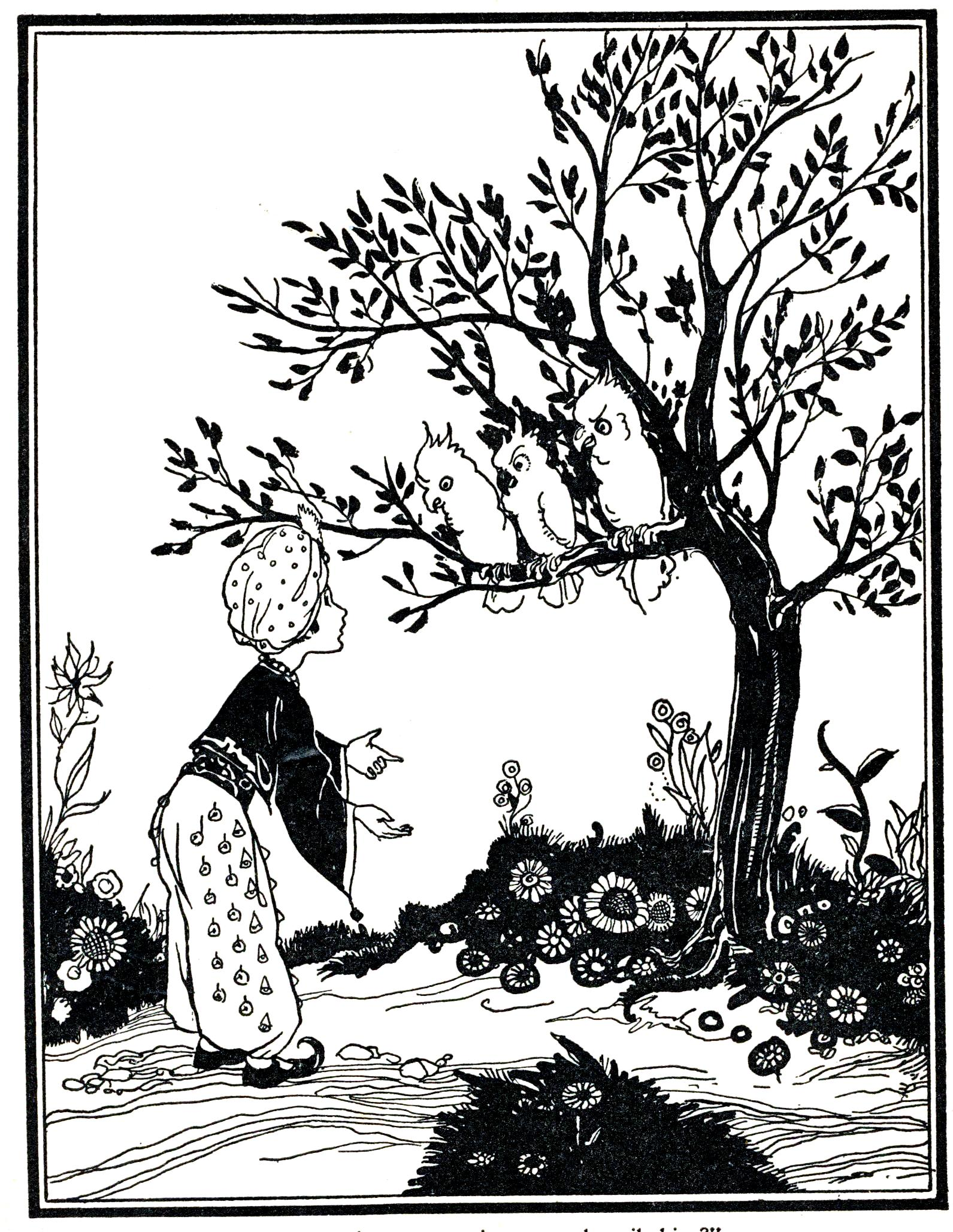
Illustratie, waarschijnlijk uit De toverbroek

Zij huwde in 1926 met de illustrator Eelco Martinus ten Harmsen van der Beek (1897 - 1953). Zij hadden twee kinderen: een zoon Hein en een dochter, de schrijfster en dichteres Fritzi Harmsen van Beek (1927 - 2009).
Freddie Langeler was autodidact en leerde het vak vooral van haar echtgenoot. Het echtpaar maakte tekeningen voor kinderboeken, zowel in samenwerking als ieder apart. Zij zelf illustreerde ruim honderd kinderboeken, vooral van auteurs als Alfred Listal, A.D. Hildebrand, A.B. van Tienhoven en diens echtgenote Willy Pétillon. Zij ontwierp ook de boekbanden en soms schreef zij zelf de teksten. Tot de bekendste titels behoren de kleuterboekjes De sterrekindertjes, Van de wortelkindertjes, Sinterklaas Kapoentje, Het zomerfeest en Naar bed, naar bed!.
Zij tekende ook stripverhalen als Bobby den Speurder, op tekst van Clinge Doorenbos (De Telegraaf, 1924), De Lotgevallen van Barendje Kwik aan 't Hof van Koning Suikerbuik op tekst van Karel van Wijdenes (Elck wat Wils, 1935) en Bello Blafmeier (Radiomaandblad, 1938) en werkte jarenlang mee aan de kindertijdschriften Kie-ke-boe en Zonneschijn van Dina Alida Cramer-Schaap. Bekend is ook haar medewerking aan Kamper grappen - Oude verhaaltjes met nieuwe plaatjes, dat in 1924 verscheen bij J.M. Meulenhoff in Amsterdam. 
De bekende Flipje-reclameboekjes over "het fruitbaasje van Tiel", een uitgave van de jamfabriek De Betuwe in Tiel, werden vanaf 1936 door het echtpaar gemaakt, hoewel ze uitsluitend op naam stonden van Eelco ten Harmsen van der Beek. Hij maakte de tekeningen en Freddie Langeler schreef de teksten op rijm. Ook kleurde zij de tekeningen in, waarbij dochter Fritzi vaak meehielp. Op dezelfde manier maakten zij samen de verhaaltjes over twee konijntjes De Avonturen van Pietje Pluk en Kootje Kwak voor de Provinciale Geldersche Electriciteits-Maatschappij (PGEM).
Freddie Langeler overleed op 19 februari 1948 na een kortstondig ziekbed.
- Biografisch Portaal: 80270943
- Digitale Bibliotheek voor de Nederlandse Letteren: lang152
- Gemeinsame Normdatei: 140101004
- International Standard Name Identifier: 0000 0000 7351 1152
- Nederlandse Thesaurus van Auteursnamen: 068515626
- RKD-Nederlands Instituut voor Kunstgeschiedenis: 47925
- Union List of Artist Names: 500720040
- Virtual International Authority File: 103405692
- WorldCat: E39PBJmP3v4cYp7rkFTwQJ7vHC